# Leuveni Arnulf
Leuveni Arnulf (latinul: Arnulphus de Lovanio, franciául: Arnulf de Louvain, németül: Arnulf von Löwen), (Leuven, 1200 körül – Villers, 1250 körül) villers-i ciszterci apát, középkori latin nyelven író németalföldi himnuszköltő.

## Élete
Életéről mindössze annyit tudunk, hogy Leuvenben született, és tíz évig volt a vallóniai villers-i (mai neve: Villers-la-Ville) ciszterci kolostor apátja. Miután lemondott, hogy aszkéta módjára kizárólag a tudománynak éljen, egy éven belül elhunyt. A francia forradalom az apátságot teljesen elpusztította, így minden rávonatkozó írás megsemmisült. Az egykor hatalmas apátság ma is romokban áll.

## Munkássága
Ő szerkesztette a villers-i apátság első 1146-tól 1240-ig tartó évkönyvét. Elsősorban azonban költőként tartja számon az utókor. Főképp himnuszokat írt. Munkáit latin nyelven alkotta. Leuveni Arnulf egyik ismert műve, az Excerptum Speculi Caritatis Pennaforti Szent Rajmund „Summa Causum” című művének a verses adaptációja.

### „Salve mundi salutare”
Leuveni Arnulf a „Salve mundi salutare” (Üdvözlégy, világnak üdvössége) kezdetű, időnként Rhythmica oratio címen emlegetett himnusz szerzője, melyet Krisztus öt sebéről való elmélkedés ihletett. A középkorban a költemény olyan népszerű volt, hogy a közvélemény megfeledkezett alkotójáról, s a művet ciszterci eredete révén Clairvaux-i Szent Bernátnak tulajdonította, mert misztikus nyelvezete erősen hasonlított a ciszterci rend alapítójának misztikus írásaihoz. Szent Bernát neve alatt került be magyar fordítása is 1513-ban a Czech-kódexbe és 1531-ben a Thewrewk-kódexbe.
A himnusz hét énekből (canto) áll, melyek Krisztus megsebzett testrészeihez íródtak: „Ad Pedes” (Krisztus lábához), „Ad Genua” (Krisztus térdéhez), „Ad Manus” (Krisztus kezéhez), „Ad Latus” (Krisztus oldalához), „Ad Pectus” (Krisztus mellkasához), „Ad Cor” (Krisztus szívéhez), „Ad Faciem” (Krisztus arcához) vagy „Ad Caput” (Krisztus fejéhez). Minden egyes ének öt, egyenként tízsoros versszakból áll, az „Ad Cor” éneket kivéve, amely hét versszakos.
A Krisztus fejéhez írt „Ad Caput” éneket (Salve caput cruentatum, Üdvözlégy megkínzott fő) a 17. században Paul Gerhardt fordította le németre. Ez a ma is sokszor énekelt, O Haupt voll blut und wunden kezdetű német egyházi ének mind protestáns, mind katolikus körökben igen népszerű lett. Johann Cruger publikálta először 1656-ban. A német fordításból készítette Henry Baker 1860-ban az angol változatot, ami szintén igen népszerűvé vált O Sacred Head, Now Wounded címmel.
A német barokk zeneszerző, Dieterich Buxtehude 1680-ban megzenésítette a teljes énekciklust Membra Jesu nostri címmel, amelyet Gustaf Dübennek dedikált.

## Művei magyarul
- A szenvedő Krisztus Arcához In: Sík Sándor: Himnuszok könyve, Szent István Társulat, Budapest, 1943, 337–339. o.